# Nizjnekolymsk
Nizjnekolymsk (Russisch: Нижнеколымск; "Beneden-Kolyma"), vroeger geschreven als 'Nizjne-Kolymsk', is een gehucht (selo) in het zuidoosten van de oeloes Nizjnekolymski in het noordoosten van de Russische autonome republiek Jakoetië. De plaats ligt aan de rechteroever (noordzijde) van de benedenloop van de rivier Kolyma, waarnaar het is vernoemd (zie ook Srednekolymsk en Verchnekolymsk).
De plaats ligt op 80 kilometer van het oeloescentrum Tsjerski en 35 kilometer van het naslegcentrum Pochodsk (nasleg Pochodski). In 2001 telde het 6 inwoners.

## Geschiedenis
Nizjnekolymsk werd in 1643 gesticht als ostrog door een aantal dienstlieden onder leiding van Semjon Dezjnjov tijdens zijn ontdekkingsreizen door Oost-Siberië. Het is daarmee de oudste Russische plaats in de Kolymaregio. Michail Stadoechin en Dmitri Michajlov (bijgenaamd "zurjeen") probeerden er vervolgens gedurende 3 jaar met weinig succes jasak te innen onder de lokale bevolking. De 18 (volgens sommige bronnen 13) bewoners wisten in die tijd tijdens afwezigheid van Michajlov een aanval van naar schatting 500 Joekagieren af te slaan. Het aantal inwoners van deze verre voorpost van het kozakkengarnizoen in Jakoetsk nam echter geleidelijk aan toe toen geruchten ontstonden over gebieden ten oosten van de Kolyma die rijk waren aan walrustanden en over de Anadyrrivier 'achter de bergen' waar volgens de geruchten vele sabelmarters te bejagen waren (sabelmarterhuiden waren in die tijd zeer kostbaar). Vele gelukszoekers kwamen naar de plaats, waaronder Fjodor Aleksejev en Isaj Ignatjev die in 1646 de Tsjaoenbaai ontdekten en verhalen meebrachten over walrustanden die ze er gekocht hadden van de Tsjoektsjen, wat voor nog meer toestroom van mensen zorgde. De plaats vormde daarop een tijdlang de belangrijkste handelspost van Oost-Siberië, waar markten werden gehouden, waar met name huiden, brood, zout, kleren en linnen werden verkocht.
Dezjnjov zelf trok in 1649 met 90 man op 7 kotsjen vanuit Nizjnekolymsk naar het oosten en doorvoer als eerste Europeaan de Beringstraat. Vele bekende ontdekkingsreizigers, zoals Ferdinand von Wrangel, Fjodor Matjoesjkin en Georgi Sedov deden de plaats in de loop van de tijd aan. De plaats telde begin 20e eeuw ongeveer 30 huizen en een kerkje, waar 150 tot 200 mensen woonden. In 1918 kreeg het een postkantoor (in de eeuwen ervoor deed de postbezorging er vaak 2 à 3 maanden over). Lange tijd viel het onder het district van Srednekolymsk, maar met de oprichting van het district Nizjnekolymski werd de plaats op 20 mei 1931 aangewezen als bestuurspost hiervan. De plek lag echter ongunstig in verband met het jaarlijks terugkerende fenomeen van het buiten haar oevers treden van de Kolyma. In 1941 (formeel; in de praktijk pas in de zomer van 1942) werd de bestuurszetel daarom verplaatst naar het dorp Nizjnieje Kresty (in 1962 hernoemd tot Tsjerski). De inwoners trokken weg en daarop werd de plaats formeel gesloten in 1968. Tegenwoordig wonen er echter wel een handvol mensen.
Bestuurlijk centrum: Tsjerski

Ambartsjik · Androesjkino · Dve viski · Jermolovo · Kolymskoje · Krestovaja · Michalkino · Nizjnekolymsk · Petoesjki(†) · Pochodsk · Timkino · Tsjoekotsjja